# مزرعه و تلمبه شهید دکتر چمران
مزرعه و تلمبه شهید دکتر چمران یک منطقهٔ مسکونی در ایران است که در دهستان خورسند واقع شده‌است. مزرعه و تلمبه شهید دکتر چمران ۱۳۵ نفر جمعیت دارد.